# Cobria rufa
Cobria rufa là một loài bọ cánh cứng trong họ Cerambycidae.